# 馬倫 (內布拉斯加州)
馬倫（英語：Mullen）是一個位於美國內布拉斯加州胡克爾縣的村。根據2010年美國人口普查，該地共人口509人，而該地的面積約為1.22平方千米。同時該地也是胡克爾縣的縣治。

## 地理
馬倫的座標為42°02′33″N 101°02′44″W / 42.04250°N 101.04556°W，而該地的平均海拔高度為980米（即3215英尺）。